# Njemačka filmska nagrada
Njemačka filmska nagrada (njem. Deutscher Filmpreis) je nagrada za film koju od 1951. dodjeljuje Njemačka filmska akademija (njem. Deutsche Filmakademie). Naziva se još i Bundesfilmpreis ili Lola po statui koju nagrađeni dobivaju. Za razliku od sličnih nagrada u drugim državama, dobitnici Njemačke filmske nagrada dobivaju i novčane nagrade. Ukupan godišnji fond je tri milijuna eura, što je najviše od svih njemačkih kulturnih nagrada. 

## Kategorije
- Njemačka filmska nagrada za najbolji film
- Njemačka filmska nagrada za najbolji dokumentarni film
- Njemačka filmska nagrada za najbolji film za djecu
- Njemačka filmska nagrada za najbolju režiju
- Njemačka filmska nagrada za najbolji scenarij
- Njemačka filmska nagrada za najbolju žensku ulogu
- Njemačka filmska nagrada za najbolju mušku ulogu
- Njemačka filmska nagrada za najbolju sporednu žensku ulogu
- Njemačka filmska nagrada za najbolju sporednu mušku ulogu
- Njemačka filmska nagrada za najbolju fotografiju
- Njemačka filmska nagrada za najbolji klippning
- Njemačka filmska nagrada za najbolji kostim
- Njemačka filmska nagrada za najbolji dizajn
- Njemačka filmska nagrada za najbolji zvuk
- Njemačka filmska nagrada za najbolju glazbu
- Specijalna nagrada
- Izbor gledatelja: Najbolji njemački film

## Novčane nagrade
Novčane nagrade su prikazane u tabeli ispod.
| Kategorija                 | Nagrada                                                                                  | Nominacija           |
| -------------------------- | ---------------------------------------------------------------------------------------- | -------------------- |
| Najbolji film              | Zlatna nagrada, 500 000 Eura Srebrna nagrada, 425 000 Eura Brončana nagrada 375 000 Eura | 250 000 Eura         |
| Najbolji film za djecu     | Zlatna nagrada, 250 000 Eura                                                             | 125 000 Eura         |
| Najbolji dokumentarni film | Zlatna nagrada, 200 000 Eura                                                             | 100 000 Eura         |
| Pojedine kategorije        | Zlatna nagrada, 10 000 Eura                                                              | Bez novčanih nagrada |

## Vanjske poveznice
- Službena stranica